# Cartiera Vita Mayer
La Cartiera Vita Mayer è stata un'industria italiana, attiva nel settore della carta, in funzione dai primi del '900 al 1977.

## Storia
Già nel 1744, e forse dal 1608, era attiva a Cairate, presso il Mulino delle Monache, una folla di carta, e nel 1772 era documentata l'esistenza di un'altra piccola folla di carta presso Lonate Ceppino. La prima, nel 1853, venne ampliata e trasformata in una piccola cartiera, che passò più volte di proprietà divenendo, nel 1881, la Cartiera Canziani & C. Nel 1891 l'attività fu rilevata da Enrico Vita, che la ribattezzò Cartiera Enrico Vita & C. (1897); la ampliò con nuove costruzioni e l'acquisizione della 'folla' di Lonate Ceppino.
Nel 1900, dopo la sua morte, la gestione passò ai figli e la ditta prese nome di Fratelli Vita; pochi anni dopo, con il matrimonio tra Tilde Vita e Sally Mayer, membro di un'importante famiglia industriale torinese, la denominazione divenne quella definitiva di Cartiera Vita & Mayer.
Nel 1904, con la nascita della Ferrovia della Valmorea, vennero costruite in prossimità della cartiera diverse infrastrutture apposite; nel 1908, quando forniva lavoro a 440 persone e produceva 6000 tonnellate di carta all'anno, furono installati nuovi macchinari. Fu più volte colpita da violente alluvioni dell'Olona (1908, 1911 e 1917), ma ciò non ne rallentò lo sviluppo: un nuovo rinnovamento dei macchinari avvenne durante la prima guerra mondiale, e negli anni '20 e '30 furono costruiti nuovi ed enormi edifici ed una scuola professionale per la formazione dei dipendenti. Nel 1937 entrò in funzione un impianto per la produzione di cellulosa (8000 t annue), ma l'anno successivo i Mayer, famiglia ebrea, furono costretti ad emigrare per via delle leggi razziali, mentre la proprietà dell'industria passò al governo. Nel 1940 i dipendenti erano 985.

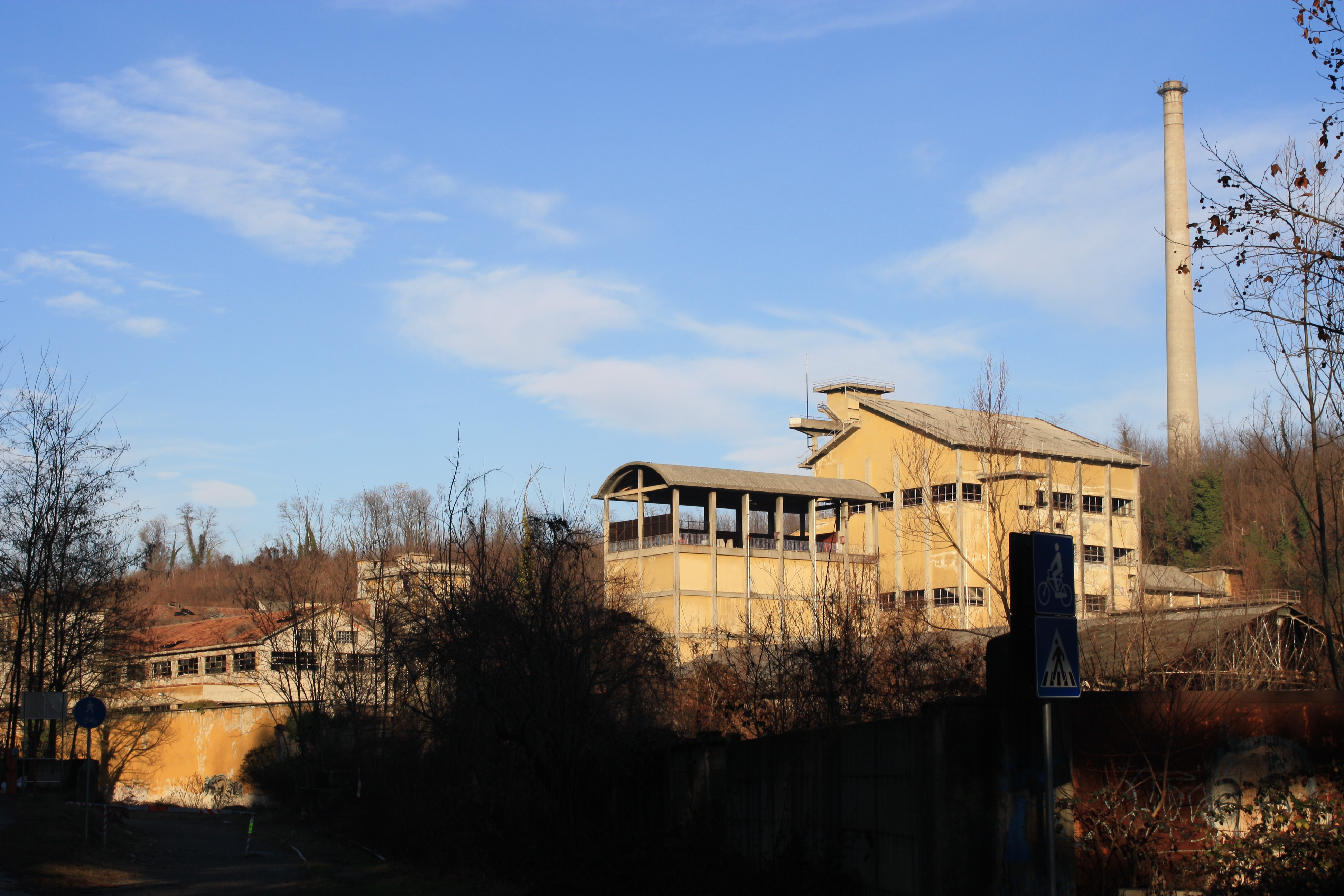
La Cartiera Vita-Mayer di Cairate

I Mayer riebbero la cartiera a fine aprile 1945, e diedero l'avvio ad un grandioso piano di rinnovo: tra quell'anno ed il 1949 lo stabilimento venne ampliato con nuovi ed immensi padiglioni, e sulla collina soprastante fu eretta una centrale elettrica con una svettante ciminiera in cemento che ne segnala tuttora la presenza. Nonostante la grave alluvione del 1951, l'anno seguente fu acquistato un vasto terreno a sud della fabbrica, dove fu eretto un nuovo stabilimento, che prese nome di Cartiera di Cairate - VIMA. Gli anni '50 e '60 furono quelli di massimo splendore: 2.500 dipendenti lavoravano presso la Vita Mayer e altri 750 alla Cairate VIMA, la produzione era di 80.000 tonnellate di carta annue, giornalmente 6 treni merci andavano e venivano da e per la cartiera. Iniziò la produzione di carta per prodotti igienici (1957) e furono acquistate due ditte adiacenti site a Fagnano Olona, la Cartiera Sterzi ed il Sacchettificio Bisson & C., che presero il nome di Cartiera Aquila che, con 200 dipendenti, era una ditta dipendente dalla Vita Mayer. La crisi, dovuta alla concorrenza dei Paesi dell'est Europa e alla carenza del legname, ebbe inizio nel 1971.
Gli accordi col governo per salvare la società furono un fallimento: si ottennero solo 2 milioni di lire in luogo dei 6 richiesti, ed in cambio la Vita Mayer dovette rilevare alcune cartiere del Centro-Sud, dalla situazione economica ancor più grave. La ferrovia della Valle Olona, non essendo più conveniente proseguire il servizio, chiuse nel 1976, e questo, assieme a due violente alluvioni (11 giugno 1975 e 1º ottobre 1976) assestò il colpo di grazia all'azienda. La chiusura definitiva dei due stabilimenti avvenne l'11 agosto 1977; la Cartiera Aquila proseguì l'attività ma fallì a sua volta, in seguito.
Per decenni la ex Cartiera Vita Mayer, un'area dismessa tra le più vaste della Valle Olona, è rimasta in stato di totale abbandono dopo il fallimento di molti piani di recupero; nel 2015, un ragazzo entrato nella struttura ha perso la vita precipitando da un buco nel pavimento; a seguito di questo incidente, l'ex cartiera venne temporaneamente sequestrata dalla Procura, che impose l'installazione di apposite recinzioni.
Nel 2017 sono partite delle parziali operazioni di riqualificazione, che prevedono lo smaltimento dell'amianto e la demolizione di alcuni edifici, per arrivare ad una prima bonifica della zona.
Il 29 dicembre 2023 il complesso viene venduto per 2,4 milioni di euro con l'intento di realizzare un impianto di produzione di idrogeno.
Il progetto viene ufficialmente presentato nel 2025, ma la società incaricata viene coinvolta in un'inchiesta giudiziaria.